# Вассилев, Индиана
Индиана Денчев Вассилев (англ. Indiana Denchev Vassilev, болг. Индиана Денчев Василев; 16 февраля 2001, Саванна, Джорджия, США) — американский футболист, левый вингер клуба «Сент-Луис Сити».

## Биография
Вассилев имеет болгарские корни, его родители переехали в США в конце 1990-х годов. Его отец и дед также были футболистами.
Провёл в академии клуба «Тормента» два года. Тренировался в академии «Ай-эм-джи» во Флориде.
Английская «Астон Вилла» впервые обратила внимание на Вассилева в ноябре 2016 года. Но контракт ему был предложен только после того, как скаутов клуба впечатлила его игра на юношеском чемпионате мира 2017. Выступал за молодёжные составы в Премьер-лиге до 18 лет и Премьер-лиге 2. За основной состав «Астон Виллы» дебютировал 4 января 2020 года в матче Кубка Англии против «Фулхэма», в котором вышел на замену в концовке. В Премьер-лиге дебютировал 18 января 2020 года в матче против «Брайтон энд Хоув Альбион», выйдя на замену во втором тайме. 18 мая 2020 года Вассилев подписал новый двухлетний контракт с «Астон Виллой».
17 сентября 2020 года Вассилев был отдан в аренду клубу Лиги один «Бертон Альбион» на сезон. За «Бертон» дебютировал 19 сентября 2020 года в матче против «Аккрингтон Стэнли». 28 января 2021 года «Астон Вилла» отозвала Вассилева из «Бертон Альбион».
29 января 2021 года Вассилев отправился в аренду в клуб Лиги два «Челтнем Таун» до конца сезона. За «Челтнем» дебютировал 30 января 2021 года в матче против «Форест Грин Роверс», выйдя на замену в концовке.
7 июля 2021 года Вассилев на правах аренды присоединился к клубу MLS «Интер Майами» до конца сезона. В американской лиге дебютировал 21 июля 2021 года в матче против «Нью-Инглэнд Революшн», выйдя на замену во втором тайме. 8 августа 2021 года в матче против «Нэшвилла» забил свой первый гол в MLS. По окончании сезона 2021 в MLS вернулся в «Астон Виллу».
В первой половине 2022 года выступал за «Астон Виллу» до 23 лет в Премьер-лиге 2. 5 мая 2022 года вернулся на правах аренды в «Интер Майами» до конца сезона. По окончании сезона 2022 договор аренды Вассилева в «Интер Майами» истёк.
11 ноября 2022 года новообразованный клуб «Сент-Луис Сити» выбрал Вассилева на Драфте расширения MLS, в результате чего заполучил права на него в лиге. 17 января 2023 года «Сент-Луис Сити» выкупил Вассилева у «Астон Виллы» за нераскрытую сумму, подписав с ним двухлетний контракт до конца сезона 2024 с опциями продления на сезоны 2025 и 2026. 25 февраля он сыграл в матче стартового тура сезона 2023 против «Остина», ставшем для «Сент-Луис Сити» дебютом в MLS. 20 мая в дерби Канзаса против «Спортинга Канзас-Сити», сделав дубль, забил свои первые голы за «Сент-Луис Сити».
В составе сборной США до 17 лет участвовал в юношеском чемпионате мира 2017.

## Достижения
Командные
 «Челтнем Таун»
- Победитель Лиги два: 2020/21